# Hartogiella schinoides
Hartogiella schinoides  es la única especie del género monotípico Hartogiella,  perteneciente a la familia de las celastráceas. Es  originaria de  Sudáfrica.
Está considerado un probable sinónimo del género Cassine.

## Taxonomía
Hartogiella schinoides fue descrita por  (Spreng.) Codd y publicado en Bothalia 14(2): 219. 1983.
Sinonimia
- Cassine schinoides (Spreng.) R.H.Archer[4]